# Hironobu Ono
Hironobu Ono (小野 博信 Ono Hironobu?), född 7 juli 1987 i Yamanashi prefektur, är en japansk före detta fotbollsspelare.
Ono började sin karriär 2010 i Mito HollyHock. Han spelade 4 ligamatcher för klubben. Han avslutade karriären 2012.